# Edmond de Carayon-Latour
Pour les articles homonymes, voir Carayon et Latour.
Philippe-Edmond-Catherine-Marie, baron de Carayon-Latour (15 juillet 1811 à Paris - 3 mai 1887 à Paris), est un homme politique français.

## Biographie
Edmond de Carayon-Latour est le frère de Joseph de Carayon-Latour et un petit-fils de Catherine-Dominique de Pérignon. Les Carayon-Latour (éteints de nos jours) ont reçu un titre de baron héréditaire en 1819. L'autre branche familiale, les Carayon-Talpayrac (subsistants de nos jours), sont restés bourgeois. 
Edmond était propriétaire au Fagel. Son père, officier de dragons puis receveur général à Bordeaux, lui avait laissé une grande fortune. Il fut élu, le 1er août 1846, député du 3e collège du Tarn (Castres), et vota parfois avec l'opposition. 
Il devint représentant du Tarn à l'Assemblée constituante du 23 avril 1848 et siégea dans la droite légitimiste. Il soutint le gouvernement de Louis-Napoléon Bonaparte, et fut élu au Corps législatif, le 29 février 1852, dans la 2e circonscription du Tarn. 
Il épouse en 1847 Marie Adélaïde Louise dite Henriette de Chateaubriand, fille du comte de Chateaubriand.
Rallié à l'Empire, il soutint le gouvernement de ses votes, fut réélu le 22 juin 1857 ; mais ayant cessé d'être le candidat officiel, il échoua, le 1er juin 1863, face à Eugène Pereire.

## Sources
- « Edmond de Carayon-Latour », dans Adolphe Robert et Gaston Cougny, Dictionnaire des parlementaires français, Edgar Bourloton, 1889-1891 [détail de l’édition]